# Флаг Дании
Флаг Дании (Даннеброг, дат. Dannebrog; ранее — Данеброг, Danebrog) — один из государственных символов Датского королевства.
Флаг — красное прямоугольное полотнище с изображением белого скандинавского креста — прямого креста, вертикальная крестовина которого смещена к древковому краю полотнища.
В 1748 году королём Фредериком V был установлен размер флага в соотношении 14:17, современное соотношение (действующее с 1926 года) — 28:37.

## История
Даннеброг является старейшим действующим государственным флагом (национальное знамя), документально подтверждённая история которого уходит в XIV век.

### Предание о появлении

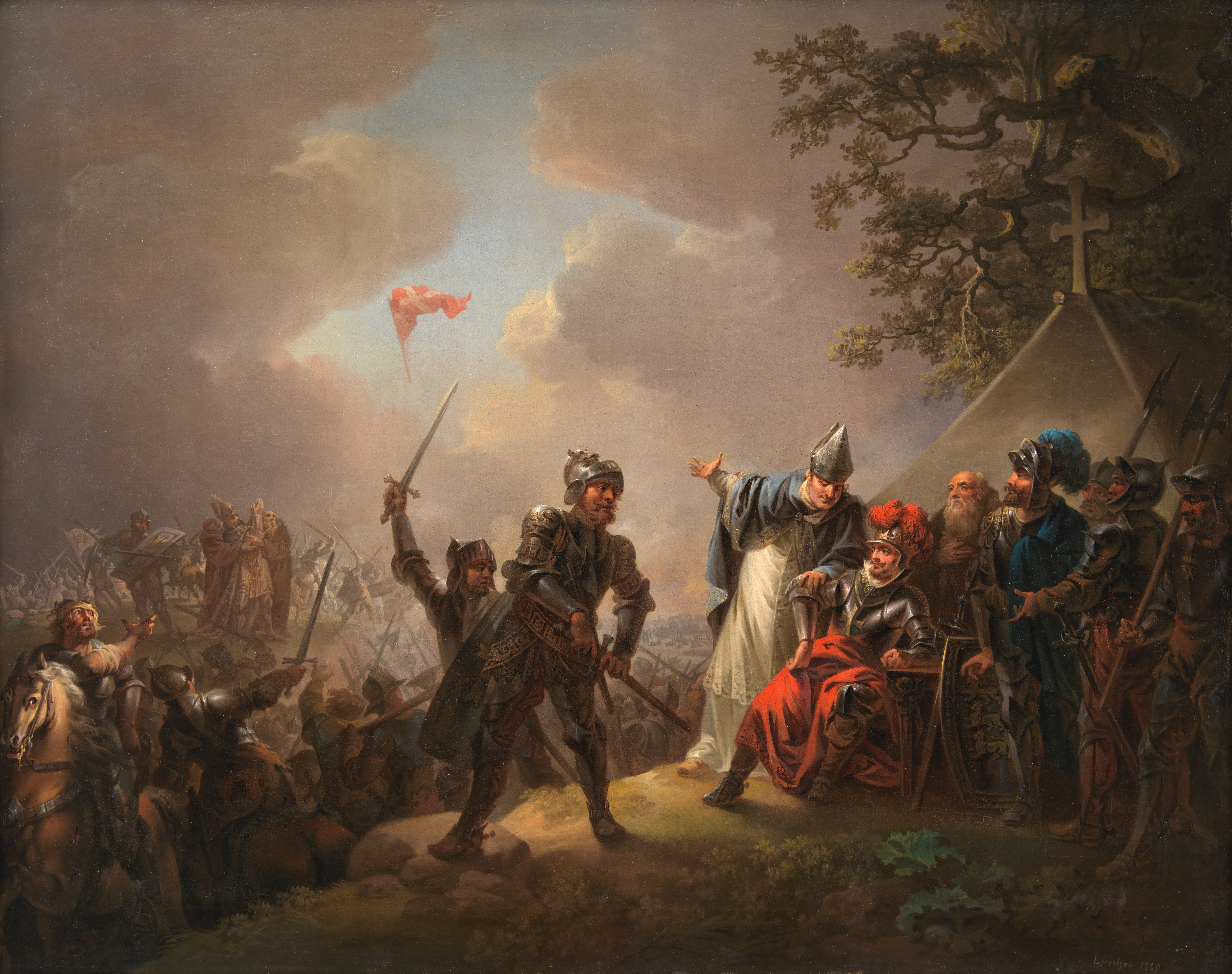
«Даннеброг спускается на землю во время Битвы при Линданисе 15 июня 1219 года». Художник Кристиан Август Лорентсен, 1809. Оригинал находится в Государственном музее искусств, Дания

По преданию, в 1219 году, под предлогом христианизации и с благословения папы римского войско датского короля Вальдемара II, прозванного впоследствии Победителем, высадилось недалеко от Колывани (Lyndanisse) и, захватив городище, расположилось возле холма (совр. Тоомпеа). 15 июня 1219 года отряды эстов напали на датское войско во главе с королём и епископами. Эта атака была настолько неожиданной, что часть датских отрядов начала отступать. Тогда епископы поднялись на холм и воззвали к Богу о помощи. Внезапно с небес опустилось большое красное полотнище с прямым белым крестом. Уверенные в божьем знамении датчане воспряли духом и победили язычников. В других источниках сказано что во время Ревельской битвы (12 июня 1219 года), как рассказывает предание, когда эсты захватили датское королевское знамя, вдруг к датчанам упало с неба знамя, красное с белым крестом посередине, и воодушевлённые этим чудом, датчане устремились на врагов и одержали решительную победу.
День победы в Битве при Колывани, известной также под названием Битва Вальдемара, стал отмечаться как день рождения Данеброга. Каждое лето в Саду датского короля в Таллине проходит праздник в честь Даннеброга, который пользуется большим успехом у туристов из Дании. По легенде, железный рыцарь в саду указывает на место, где флаг опустился на землю.

## В литературе
В книге Астрид Линдгрен «Эмиль из Лённеберги» Эмиль поднимает на флагшток сестрёнку Иду в красно-белом платье[значимость факта?]:

Как раз в эту минуту папа Эмиля вышел наконец из коровника, и фру Петрель крикнула ему с возмущением:
— Как это понять, Антон? Почему вы подняли не наш шведский флаг, а «датчанина»?
Рядом стоял Эмиль. Он не знал, что это за штука такая — «датчанин». Он и понятия не имел, что так называется красно-белый флаг Дании — страны, где живут датчане. Зато он хорошо знал, что красно-белое пятно на верхушке флагштока вовсе не «датчанин».
— Ха-ха-ха! — рассмеялся Эмиль. — Да это же просто сестрёнка Ида!
И сестрёнка Ида, болтаясь наверху, тоже смеялась.
— Хи-хи-хи, это просто я! — крикнула она. — Я вижу всю Лённебергу.

## Похожие флаги

Флаг Норвегии
Флаг Волынской области (Украина)
Флаг Священной Римской империи[англ.] в XIII—XIV веках
Флаг Мальтийского ордена
Флаг Швейцарии